# Masahiro Ikeda
Masahiro Ikeda (født 9. oktober 1981) er en tidligere japansk fodboldspiller.
Han har spillet for flere forskellige klubber i sin karriere, herunder Shonan Bellmare.